# Teresa de Liechtenstein
[carece de fontes?]
Teresa Maria Josefa Marta (Viena, 28 de julho de 1850 – Munique, 13 de março de 1938) foi uma princesa de Liechtenstein por nascimento, e princesa da Baviera por casamento com o príncipe Arnulfo da Baviera.

## Família
Teresa era a décima filha, a nona menina de Aloísio II, Príncipe de Liechtenstein e de sua esposa, Francisca Kinsky de Wchinitz e Tettau. Entre seus irmãos estevam João II de Liechtenstein e Francisco I de Liechtenstein.

## Casamento
Em 12 de abril de 1882, em Viena, Teresa casou-se com o príncipe Arnulfo da Baviera, filho mais novo de Leopoldo, Príncipe Regente da Baviera e Augusta Fernanda da Áustria. Eles tiveram um filho, Henrique (1884–1916), que morreu durante a Primeira Guerra Mundial.
Ela foi sepultada na Theatinerkirche em Munique.

## Títulos e estilos
- 28 de Julho de 1850 - 12 de Abril de 1882: Sua Alteza Sereníssima Princesa Teresa de Liechtenstein
- 12 de Abril de 1882 - 13 de março de 1938: Sua Alteza Real Princesa Arnulfo da Baviera

## Ancestrais
- Este artigo foi inicialmente traduzido, total ou parcialmente, do artigo da Wikipédia em inglês cujo título é «Princess Theresa of Liechtenstein», especificamente desta versão.